# Вељко Маричић
Вељко Маричић (Сисак, 23. март 1907 — Ријека, 30. октобар 1973) био је југословенски и хрватски телевизијски, филмски и позоришни глумац.

## Биографија и каријера
Рођен је 23. марта 1907. године у Сиску. Од 1972. године глумио је у Дубровачком казалишном друштву, након тога био је ангажован у Драмском студију при загребачком Хрватском народном казалишту у периоду од 1931. до 1933. године. Након тога, Маричић је радио у осјечком Хрватском народном казалишту од 1933. до 1944. године, али и у Народном позоришту Сарајево од 1934. до 1936. године. У ријечком позоришту наступао је и након што се пензионисао.
Истакао се као врстан тумач насловних ликова Шекспирових трагедија, а на Дубровачким летњим играма упамћен је као први извођач Хамлета, којег је од 1952. до 1956. године играо више стотина пута, тумачећи га у Ријеци, Загребу, Сплиту, Дубровнику, Шибенику, Пули и Задру. Описан је као темпераментан глумац, маркантне појаве, снажне изражајности и звучног гласа. Поред улога у позоришту, остварио је и филмске и ТВ улоге, а бавио се и режијом позоришних представа. Маричић је био и фотограф, члан Фотоклубова „Загреб” и „Ријека”.
Добитник је Стеријине награде за глумачко остварење 1959. године, за улогу у представи „Прометеј”, одигране у Народном казалишту Ријека, режисера Елија Финција и Ива Хергешића, као и Награде Владимир Назор за животно дело 1970. године.
Међународни фестивал малих сцена у Ријеци додељује награду названу по Маричићу, од 1994. године. Његов отац Јосип Маричић био је путујући глумац, члан осијечког и загребачког позоришта.

## Филмографија
| Год.    | Назив               | Улога            |
| ------- | ------------------- | ---------------- |
| 1940-те |                     |                  |
| 1944.   | Лисински            | Огњен Стрига     |
| 1950-те |                     |                  |
| 1950.   | Плави 9             | тренер           |
| 1951.   | Мајор Баук          | Пера             |
| 1953.   | Камени хоризонти    | жандар           |
| 1960-те |                     |                  |
| 1961.   | Абецеда страха      | немачки пуковник |
| 1961.   | Игре на скелама     | Бојанин отац     |
| 1961.   | Солунски атентатори | Рихар            |
| 1963.   | Невесињска пушка    | Реинер           |
| 1965.   | Друга страна медаље | судија           |
| 1965.   | Краљ петролеја      | Бергман          |
| 1965.   | Винету 3. део       | Вермеулен        |
| 1965.   | Лавиринт смрти      | Мак Хара         |
| 1966.   | Коњух планином      | немачки капетан  |
| 1966.   |                     |                  |
| 1968.   | Одисеја             | Екстра           |
| 1968.   |                     | Белмонте         |
| 1968.   |                     | фармер           |
| 1970-те |                     |                  |
| 1972.   |                     |                  |